# Вайтекунас, Клямас Пранович
Клямас Пранович Вайтекунас — советский литовский хозяйственный деятель, Герой Социалистического Труда.

## Биография
Родился в 1907 году в Скайстгирасе. Член КПСС с 1949 года.
В 1948—1950 — звеньевой, бригадир, в 1950—1953 — заместитель председателя, в 1953—1956 — председатель колхоза «Пергале» Жагарского района Шяуляйской области Литовской ССР.
В 1957—1964 — председатель колхоза «Дарбо» Акменского района Литовской ССР.
В 1964—1970 — заведующий отделом сельского хозяйства в Пакальнишках.
Указом Президиума Верховного Совета СССР от 6 октября 1950 года присвоено звание Героя Социалистического Труда с вручением ордена Ленина и золотой медали «Серп и Молот».
Депутат Верховного Совета Литовской ССР 3-го созыва.
Умер в 1972 году в Пакальнишках.

## Награды и звания
- Герой Социалистического Труда (06.10.1950)
- Орден Ленина (06.10.1950)